# Liste der meistverkauften Rapalben in Deutschland

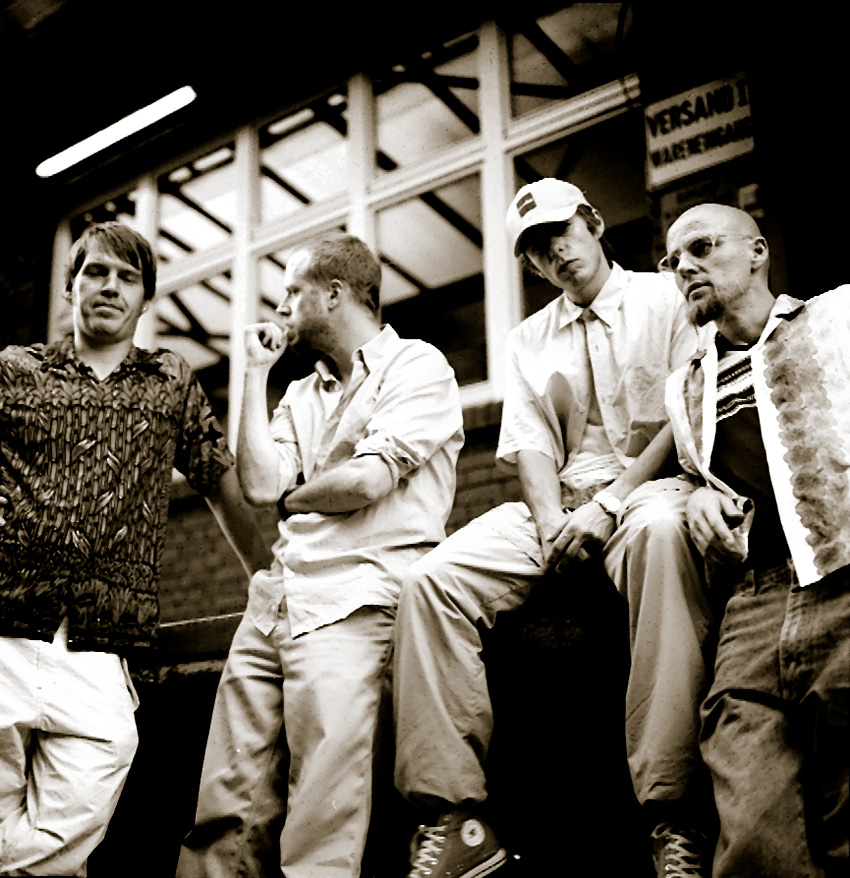
14 Alben von Die Fantastischen Vier erhielten für insgesamt mehr als 3,45 Mio. Verkäufe Auszeichnungen.

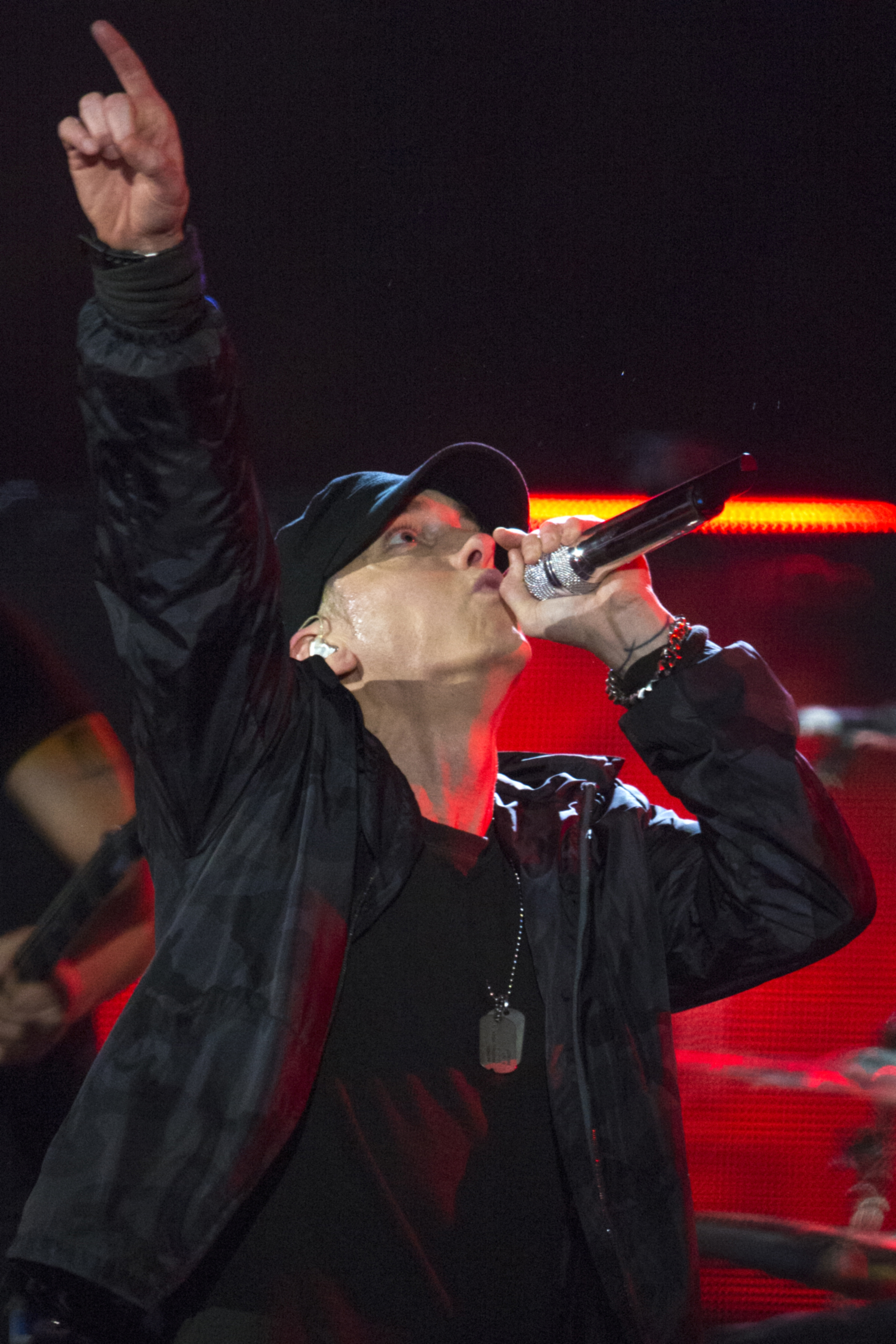
Zehn Alben von Eminem wurden für insgesamt über 3,6 Mio. Verkäufe ausgezeichnet.

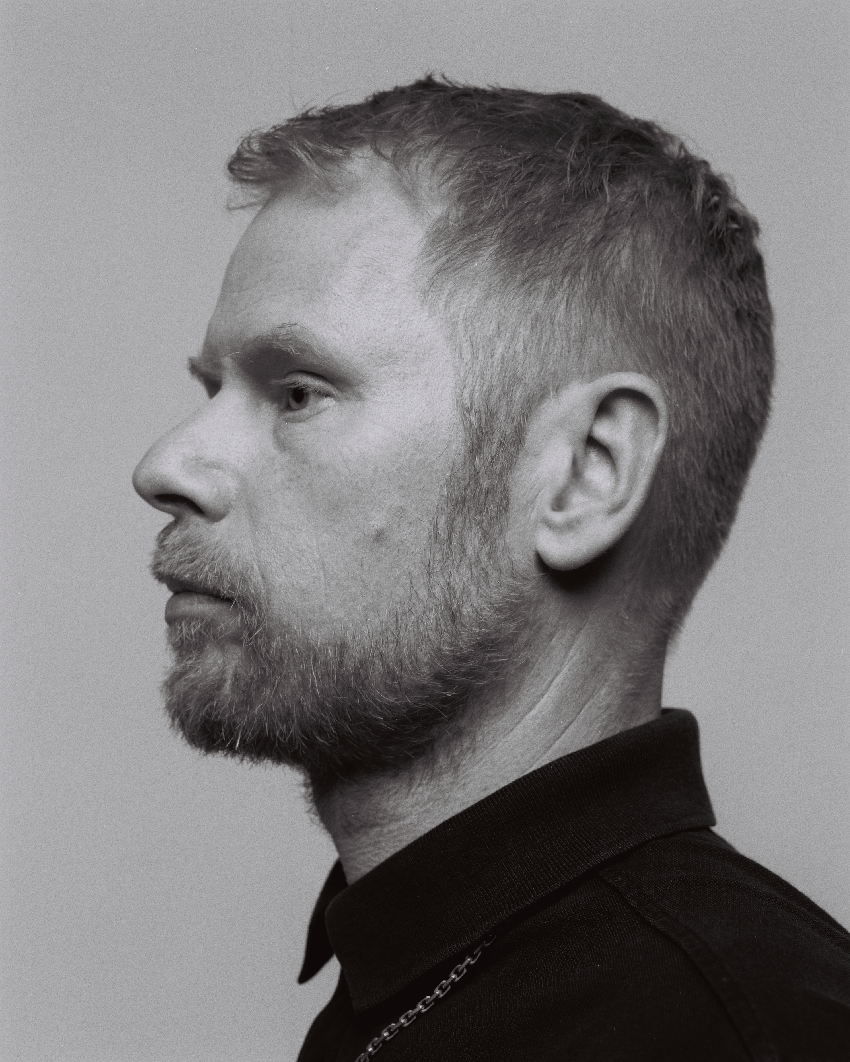
Stadtaffe von Peter Fox ist mit mehr als 1,5 Mio. ausgezeichneten Verkäufen das erfolgreichste Rapalbum in Deutschland.

Die Liste der meistverkauften Rapalben in Deutschland beinhaltet Musikalben des Genres Hip-Hop (sowie dessen Subgenres, wie Crunk, Trap oder Cloud Rap und Crossover-Richtungen, wie Pop-Rap, Rap-Rock, Jazz-Rap oder Hip House), die vom Bundesverband Musikindustrie (BVMI) seit 1975 für über 75.000 verkaufte Exemplare ausgezeichnet wurden und somit mindestens eine Goldene Schallplatte erhielten. Es sind alle Typen von Musikalben wie Studioalben, Livealben, Kompilationen, Soundtracks oder Mixtapes enthalten. Die Angaben beinhalten keine gebrauchten Alben, die weiterverkauft wurden. Bisher wurden 234 Rapalben in Deutschland mindestens mit einer Goldenen Schallplatte ausgezeichnet.

## Aufteilung der Tonträgerauszeichnungen
| Auszeichnung | bis 24. September 1999 | bis 31. Dezember 2002 | bis 31. Dezember 2012 | bis 29. Juni 2023 | seit 30. Juni 2023 |
| ------------ | ---------------------- | --------------------- | --------------------- | ----------------- | ------------------ |
| Gold         | 250.000                | 150.000               | 100.000               | 100.000           | 75.000             |
| Platin       | 500.000                | 300.000               | 200.000               | 200.000           | 150.000            |
| 3× Gold      | 750.000                | 450.000               | 300.000               | 300.000           | 225.000            |
| 2× Platin    | 1.000.000              | 600.000               | 400.000               | 400.000           | 300.000            |
| …            |                        |                       |                       |                   |                    |
| Diamant      | —                      | —                     | —                     | 750.000           | 750.000            |

Die Angaben der Tabelle beziehen sich jeweils auf das Veröffentlichungsjahr des Albums, nicht auf das Datum der Auszeichnung.

## Liste der meistverkauften Rapalben

### 1 Million oder mehr Einheiten
| Rang | Jahr | Titel          | Art | Künstler    | Auszeichnung | Verkäufe  |
| ---- | ---- | -------------- | --- | ----------- | ------------ | --------- |
| 1    | 2008 | Stadtaffe      | St. | Peter Fox   | 15× Gold     | 1.500.000 |
| 2    | 1996 | Tic Tac Toe    | St. | Tic Tac Toe | 2× Platin    | 1.000.000 |
| 2    | 1997 | Klappe die 2te | St. | Tic Tac Toe | 2× Platin    | 1.000.000 |

### 500.000 oder mehr Einheiten
| Rang | Jahr | Titel                   | Art | Künstler               | Auszeichnung | Verkäufe |
| ---- | ---- | ----------------------- | --- | ---------------------- | ------------ | -------- |
| 4    | 2000 | The Marshall Mathers LP | St. | Eminem                 | 3× Platin    | 900.000  |
| 4    | 2002 | The Eminem Show         | St. | Eminem                 | 3× Platin    | 900.000  |
| 6    | 1992 | 4 gewinnt               | St. | Die Fantastischen Vier | 3× Gold      | 750.000  |
| 6    | 1996 | The Score               | St. | Fugees                 | 3× Gold      | 750.000  |
| 8    | 2012 | Raop                    | St. | Cro                    | 7× Gold      | 700.000  |
| 9    | 1995 | Lauschgift              | St. | Die Fantastischen Vier | 1× Platin    | 500.000  |
| 9    | 2005 | Curtain Call: The Hits  | Ko. | Eminem                 | 5× Gold      | 500.000  |

### 200.000 oder mehr Einheiten
| Rang | Jahr | Titel                                  | Art | Künstler                   | Auszeichnung | Verkäufe |
| ---- | ---- | -------------------------------------- | --- | -------------------------- | ------------ | -------- |
| 11   | 2005 | The Massacre                           | St. | 50 Cent                    | 2× Platin    | 400.000  |
| 11   | 2009 | The E.N.D.                             | St. | The Black Eyed Peas        | 2× Platin    | 400.000  |
| 11   | 2012 | Mit K                                  | St. | Kraftklub                  | 2× Platin    | 400.000  |
| 11   | 2016 | Palmen aus Plastik                     | St. | Bonez MC und RAF Camora    | 2× Platin    | 400.000  |
| 15   | 2000 | MTV Unplugged                          | Li. | Die Fantastischen Vier     | 1× Platin    | 300.000  |
| 15   | 2002 | 8 Mile (Soundtrack)                    | Ko. | Various Artists            | 1× Platin    | 300.000  |
| 15   | 2002 | Dutty Rock                             | St. | Sean Paul                  | 1× Platin    | 300.000  |
| 15   | 2004 | Encore                                 | St. | Eminem                     | 3× Gold      | 300.000  |
| 15   | 2005 | Next!                                  | St. | Seeed                      | 3× Gold      | 300.000  |
| 15   | 2006 | Mercedes-Dance                         | St. | Jan Delay                  | 3× Gold      | 300.000  |
| 15   | 2008 | Ich und meine Maske                    | St. | Sido                       | 3× Gold      | 300.000  |
| 15   | 2009 | Wir Kinder vom Bahnhof Soul            | St. | Jan Delay                  | 3× Gold      | 300.000  |
| 15   | 2009 | Schöne neue Welt                       | St. | Culcha Candela             | 3× Gold      | 300.000  |
| 15   | 2010 | Recovery                               | St. | Eminem                     | 3× Gold      | 300.000  |
| 15   | 2011 | XOXO                                   | St. | Casper                     | 3× Gold      | 300.000  |
| 15   | 2012 | Befehl von ganz unten                  | St. | Deichkind                  | 3× Gold      | 300.000  |
| 15   | 2012 | Seeed                                  | St. | Seeed                      | 3× Gold      | 300.000  |
| 15   | 2013 | Hinterland                             | St. | Casper                     | 3× Gold      | 300.000  |
| 15   | 2013 | The Marshall Mathers LP 2              | St. | Eminem                     | 3× Gold      | 300.000  |
| 15   | 2014 | King                                   | St. | Kollegah                   | 3× Gold      | 300.000  |
| 15   | 2014 | Melodie                                | St. | Cro                        | 3× Gold      | 300.000  |
| 15   | 2014 | Rekord                                 | St. | Die Fantastischen Vier     | 3× Gold      | 300.000  |
| 15   | 2017 | Sampler 4                              | Ko. | 187 Strassenbande          | 3× Gold      | 300.000  |
| 34   | 1990 | Please Hammer, Don’t Hurt ’Em          | St. | MC Hammer                  | 1× Gold      | 250.000  |
| 34   | 1993 | Die 4. Dimension                       | St. | Die Fantastischen Vier     | 1× Gold      | 250.000  |
| 34   | 1994 | Direkt aus Rödelheim                   | St. | Rödelheim Hartreim Projekt | 1× Gold      | 250.000  |
| 34   | 1995 | Gangsta’s Paradise                     | St. | Coolio                     | 1× Gold      | 250.000  |
| 34   | 1997 | Quadratur des Kreises                  | St. | Freundeskreis              | 1× Gold      | 250.000  |
| 34   | 1997 | Die neue S-Klasse                      | St. | Sabrina Setlur             | 1× Gold      | 250.000  |
| 34   | 1997 | Nana                                   | St. | Nana                       | 1× Gold      | 250.000  |
| 34   | 1998 | Bambule                                | St. | Absolute Beginner          | 1× Gold      | 250.000  |
| 34   | 1998 | Greatest Hits                          | Ko. | Tupac Shakur               | 1× Gold      | 250.000  |
| 34   | 1999 | 4:99                                   | St. | Die Fantastischen Vier     | 1× Gold      | 250.000  |
| 34   | 1999 | Esperanto                              | St. | Freundeskreis              | 1× Gold      | 250.000  |
| 45   | 2003 | Music Monks                            | St. | Seeed                      | 1× Platin    | 200.000  |
| 45   | 2003 | Elephunk                               | St. | The Black Eyed Peas        | 1× Platin    | 200.000  |
| 45   | 2004 | Viel                                   | St. | Die Fantastischen Vier     | 1× Platin    | 200.000  |
| 45   | 2004 | Collision Course                       | Re. | Jay-Z und Linkin Park      | 1× Platin    | 200.000  |
| 45   | 2005 | Demon Days                             | St. | Gorillaz                   | 1× Platin    | 200.000  |
| 45   | 2005 | Monkey Business                        | St. | The Black Eyed Peas        | 1× Platin    | 200.000  |
| 45   | 2006 | Von der Skyline zum Bordstein zurück   | St. | Bushido                    | 1× Platin    | 200.000  |
| 45   | 2006 | Live                                   | Li. | Seeed                      | 1× Platin    | 200.000  |
| 45   | 2007 | Shock Value                            | St. | Timbaland                  | 1× Platin    | 200.000  |
| 45   | 2007 | Fornika                                | St. | Die Fantastischen Vier     | 1× Platin    | 200.000  |
| 45   | 2007 | 7                                      | St. | Bushido                    | 1× Platin    | 200.000  |
| 45   | 2007 | Culcha Candela                         | St. | Culcha Candela             | 1× Platin    | 200.000  |
| 45   | 2009 | Live aus Berlin                        | Li. | Peter Fox und Cold Steel   | 1× Platin    | 200.000  |
| 45   | 2010 | Für dich immer noch Fanta Sie          | St. | Die Fantastischen Vier     | 1× Platin    | 200.000  |
| 45   | 2010 | MTV Unplugged Live aus’m MV            | Li. | Sido                       | 1× Platin    | 200.000  |
| 45   | 2010 | Das Beste                              | Ko. | Culcha Candela             | 1× Platin    | 200.000  |
| 45   | 2011 | Planet Pit                             | St. | Pitbull                    | 1× Platin    | 200.000  |
| 45   | 2012 | Gespaltene Persönlichkeit              | St. | Xavas                      | 1× Platin    | 200.000  |
| 45   | 2012 | The Heist                              | St. | Macklemore und Ryan Lewis  | 1× Platin    | 200.000  |
| 45   | 2012 | #Beste                                 | Ko. | Sido                       | 1× Platin    | 200.000  |
| 45   | 2013 | Triebwerke                             | St. | Alligatoah                 | 1× Platin    | 200.000  |
| 45   | 2013 | 30-11-80                               | St. | Sido                       | 1× Platin    | 200.000  |
| 45   | 2013 | MTV Unplugged Kahedi Radio Show        | Li. | Max Herre                  | 1× Platin    | 200.000  |
| 45   | 2014 | Zum Glück in die Zukunft II            | St. | Marteria                   | 1× Platin    | 200.000  |
| 45   | 2014 | In Schwarz                             | St. | Kraftklub                  | 1× Platin    | 200.000  |
| 45   | 2014 | FVCKB!TCHE$GETMONE¥                    | St. | Shindy                     | 1× Platin    | 200.000  |
| 45   | 2015 | Niveau weshalb warum                   | St. | Deichkind                  | 1× Platin    | 200.000  |
| 45   | 2015 | Aus dem Schatten ins Licht             | St. | Kontra K                   | 1× Platin    | 200.000  |
| 45   | 2015 | MTV Unplugged: Cro                     | Li. | Cro                        | 1× Platin    | 200.000  |
| 45   | 2015 | Hurra die Welt geht unter              | St. | K.I.Z                      | 1× Platin    | 200.000  |
| 45   | 2015 | VI                                     | St. | Sido                       | 1× Platin    | 200.000  |
| 45   | 2015 | Ebbe & Flut                            | St. | Gzuz                       | 1× Platin    | 200.000  |
| 45   | 2015 | Musik ist keine Lösung                 | St. | Alligatoah                 | 1× Platin    | 200.000  |
| 45   | 2015 | Zuhältertape Volume 4                  | St. | Kollegah                   | 1× Platin    | 200.000  |
| 45   | 2016 | High & hungrig 2                       | St. | Gzuz und Bonez MC          | 1× Platin    | 200.000  |
| 45   | 2016 | Advanced Chemistry                     | St. | Beginner                   | 1× Platin    | 200.000  |
| 45   | 2017 | Anthrazit                              | St. | RAF Camora                 | 1× Platin    | 200.000  |
| 45   | 2017 | Jung, brutal, gutaussehend 3           | St. | Kollegah und Farid Bang    | 1× Platin 1  | 200.000  |
| 45   | 2018 | ?                                      | St. | XXXTentacion               | 1× Platin    | 200.000  |
| 45   | 2019 | Sie wollten Wasser doch kriegen Benzin | St. | Kontra K                   | 1× Platin    | 200.000  |
| 45   | 2019 | Platte                                 | EP  | Apache 207                 | 1× Platin    | 200.000  |

### 75.000 oder mehr Einheiten
| Rang | Jahr | Titel                                   | Art | Künstler                | Auszeichnung | Verkäufe |
| ---- | ---- | --------------------------------------- | --- | ----------------------- | ------------ | -------- |
| 86   | 1999 | Aus der Sicht und mit den Worten von …  | St. | Sabrina Setlur          | 1× Gold      | 150.000  |
| 86   | 1999 | 2001                                    | St. | Dr. Dre                 | 1× Gold      | 150.000  |
| 86   | 2000 | Country Grammar                         | St. | Nelly                   | 1× Gold      | 150.000  |
| 86   | 2000 | The Ecleftic: 2 Sides II a Book         | St. | Wyclef Jean             | 1× Gold      | 150.000  |
| 86   | 2000 | The W                                   | St. | Wu-Tang Clan            | 1× Gold      | 150.000  |
| 86   | 2001 | Gorillaz                                | St. | Gorillaz                | 1× Gold      | 150.000  |
| 86   | 2001 | Samy Deluxe                             | St. | Samy Deluxe             | 1× Gold      | 150.000  |
| 86   | 2001 | New Dubby Conquerors                    | St. | Seeed                   | 1× Gold      | 150.000  |
| 86   | 2002 | Nellyville                              | St. | Nelly                   | 1× Gold      | 150.000  |
| 95   | 2003 | Get Rich or Die Tryin’                  | St. | 50 Cent                 | 1× Gold      | 100.000  |
| 95   | 2003 | Blast Action Heroes                     | St. | Beginner                | 1× Gold      | 100.000  |
| 95   | 2003 | Grand Champ                             | St. | DMX                     | 1× Gold      | 100.000  |
| 95   | 2003 | Speakerboxxx/The Love Below             | St. | Outkast                 | 1× Gold      | 100.000  |
| 95   | 2004 | Maske                                   | St. | Sido                    | 1× Gold      | 100.000  |
| 95   | 2004 | D12 World                               | St. | D12                     | 1× Gold      | 100.000  |
| 95   | 2004 | Max Herre                               | St. | Max Herre               | 1× Gold      | 100.000  |
| 95   | 2004 | Electro Ghetto                          | St. | Bushido                 | 1× Gold      | 100.000  |
| 95   | 2004 | Aggro Ansage Nr. 4                      | Ko. | Aggro Berlin            | 1× Gold      | 100.000  |
| 95   | 2004 | R&G (Rhythm & Gangsta): The Masterpiece | St. | Snoop Dogg              | 1× Gold      | 100.000  |
| 95   | 2005 | The Documentary                         | St. | The Game                | 1× Gold      | 100.000  |
| 95   | 2005 | Am Wasser gebaut                        | St. | Fettes Brot             | 1× Gold      | 100.000  |
| 95   | 2005 | One                                     | St. | Kool Savas und Azad     | 1× Gold      | 100.000  |
| 95   | 2005 | The Trinity                             | St. | Sean Paul               | 1× Gold      | 100.000  |
| 95   | 2005 | Staatsfeind Nr. 1                       | St. | Bushido                 | 1× Gold      | 100.000  |
| 95   | 2005 | Best of 1990–2005                       | Ko. | Die Fantastischen Vier  | 1× Gold      | 100.000  |
| 95   | 2005 | Aggro Ansage Nr. 5                      | Ko. | Aggro Berlin            | 1× Gold      | 100.000  |
| 95   | 2006 | St. Elsewhere                           | St. | Gnarls Barkley          | 1× Gold      | 100.000  |
| 95   | 2006 | The Dutchess                            | St. | Fergie                  | 1× Gold      | 100.000  |
| 95   | 2006 | Ich                                     | St. | Sido                    | 1× Gold      | 100.000  |
| 95   | 2006 | Vendetta                                | Ko. | ersguterjunge           | 1× Gold      | 100.000  |
| 95   | 2007 | Hahnenkampf                             | St. | K.I.Z                   | 1× Gold      | 100.000  |
| 95   | 2007 | Curtis                                  | St. | 50 Cent                 | 1× Gold      | 100.000  |
| 95   | 2007 | Graduation                              | St. | Kanye West              | 1× Gold      | 100.000  |
| 95   | 2008 | Heavy Metal Payback                     | St. | Bushido                 | 1× Gold      | 100.000  |
| 95   | 2008 | Arbeit nervt                            | St. | Deichkind               | 1× Gold      | 100.000  |
| 95   | 2009 | Relapse / Relapse: Refill               | St. | Eminem                  | 1× Gold      | 100.000  |
| 95   | 2009 | Sexismus gegen Rechts                   | St. | K.I.Z                   | 1× Gold      | 100.000  |
| 95   | 2009 | Heimspiel                               | Li. | Die Fantastischen Vier  | 1× Gold      | 100.000  |
| 95   | 2009 | Aggro Berlin                            | St. | Sido                    | 1× Gold      | 100.000  |
| 95   | 2009 | Shock Value II                          | St. | Timbaland               | 1× Gold      | 100.000  |
| 95   | 2010 | Zeiten ändern dich                      | St. | Bushido                 | 1× Gold      | 100.000  |
| 95   | 2010 | Atzen Musik Vol. 2                      | St. | Die Atzen               | 1× Gold      | 100.000  |
| 95   | 2010 | Plastic Beach                           | St. | Gorillaz                | 1× Gold      | 100.000  |
| 95   | 2010 | Zum Glück in die Zukunft                | St. | Marteria                | 1× Gold      | 100.000  |
| 95   | 2010 | My Beautiful Dark Twisted Fantasy       | St. | Kanye West              | 1× Gold      | 100.000  |
| 95   | 2010 | The Beginning                           | St. | The Black Eyed Peas     | 1× Gold      | 100.000  |
| 95   | 2011 | Urlaub fürs Gehirn                      | St. | K.I.Z                   | 1× Gold      | 100.000  |
| 95   | 2011 | Sorry for Party Rocking                 | St. | LMFAO                   | 1× Gold      | 100.000  |
| 95   | 2011 | SchwarzWeiss                            | St. | Samy Deluxe             | 1× Gold      | 100.000  |
| 95   | 2011 | Watch the Throne                        | St. | Kanye West und Jay-Z    | 1× Gold      | 100.000  |
| 95   | 2011 | 23                                      | St. | Bushido und Sido        | 1× Gold      | 100.000  |
| 95   | 2011 | Aura                                    | St. | Kool Savas              | 1× Gold      | 100.000  |
| 95   | 2011 | Flätrate                                | St. | Culcha Candela          | 1× Gold      | 100.000  |
| 95   | 2011 | Blutzbrüdaz – die Mukke zum Film        | Ko. | Various Artists         | 1× Gold      | 100.000  |
| 95   | 2011 | Up2Date EP                              | EP  | Samy Deluxe             | 1× Gold      | 100.000  |
| 95   | 2012 | Tomahawk Technique                      | St. | Sean Paul               | 1× Gold      | 100.000  |
| 95   | 2012 | Hallo Welt!                             | St. | Max Herre               | 1× Gold      | 100.000  |
| 95   | 2012 | AMYF                                    | St. | Bushido                 | 1× Gold      | 100.000  |
| 95   | 2012 | Good Kid, M.A.A.D City                  | St. | Kendrick Lamar          | 1× Gold      | 100.000  |
| 95   | 2012 | MTV Unplugged II                        | Li. | Die Fantastischen Vier  | 1× Gold      | 100.000  |
| 95   | 2012 | Global Warming                          | St. | Pitbull                 | 1× Gold      | 100.000  |
| 95   | 2013 | Jung, brutal, gutaussehend 2            | St. | Kollegah und Farid Bang | 1× Gold      | 100.000  |
| 95   | 2013 | Kompass ohne Norden                     | St. | Prinz Pi                | 1× Gold      | 100.000  |
| 95   | 2013 | D.N.A.                                  | St. | Genetikk                | 1× Gold      | 100.000  |
| 95   | 2013 | NWA                                     | St. | Shindy                  | 1× Gold      | 100.000  |
| 95   | 2013 | Rich Kidz                               | St. | Kay One                 | 1× Gold      | 100.000  |
| 95   | 2014 | Sonny Black                             | St. | Bushido                 | 1× Gold 1    | 100.000  |
| 95   | 2014 | Killa                                   | St. | Farid Bang              | 1× Gold      | 100.000  |
| 95   | 2014 | Märtyrer                                | St. | Kool Savas              | 1× Gold      | 100.000  |
| 95   | 2014 | Russisch Roulette                       | St. | Haftbefehl              | 1× Gold      | 100.000  |
| 95   | 2014 | Crackstreet Boys 3                      | Ko. | Trailerpark             | 1× Gold      | 100.000  |
| 95   | 2015 | Carlo Cokxxx Nutten 3                   | St. | Bushido                 | 1× Gold      | 100.000  |
| 95   | 2015 | To Pimp a Butterfly                     | St. | Kendrick Lamar          | 1× Gold      | 100.000  |
| 95   | 2015 | Asphalt Massaka 3                       | St. | Farid Bang              | 1× Gold      | 100.000  |
| 95   | 2015 | Achter Tag                              | St. | Genetikk                | 1× Gold      | 100.000  |
| 95   | 2015 | Fata Morgana                            | St. | KC Rebell               | 1× Gold      | 100.000  |
| 95   | 2015 | Mama                                    | St. | MoTrip                  | 1× Gold      | 100.000  |
| 95   | 2015 | CLA$$IC                                 | St. | Bushido und Shindy      | 1× Gold      | 100.000  |
| 95   | 2015 | Vier und jetzt (Best of 1990–2015)      | Ko. | Die Fantastischen Vier  | 1× Gold      | 100.000  |
| 95   | 2016 | 0,9                                     | St. | SSIO                    | 1× Gold      | 100.000  |
| 95   | 2016 | Habeebeee                               | Mi. | Nimo                    | 1× Gold      | 100.000  |
| 95   | 2016 | Views                                   | St. | Drake                   | 1× Gold      | 100.000  |
| 95   | 2016 | Labyrinth                               | St. | Kontra K                | 1× Gold      | 100.000  |
| 95   | 2016 | Mikrokosmos                             | St. | 257ers                  | 1× Gold      | 100.000  |
| 95   | 2016 | Dreams                                  | St. | Shindy                  | 1× Gold      | 100.000  |
| 95   | 2016 | Das goldene Album                       | St. | Sido                    | 1× Gold      | 100.000  |
| 95   | 2016 | Abstand                                 | St. | KC Rebell               | 1× Gold      | 100.000  |
| 95   | 2016 | Imperator                               | St. | Kollegah                | 1× Gold      | 100.000  |
| 95   | 2016 | Stoney                                  | St. | Post Malone             | 1× Gold      | 100.000  |
| 95   | 2017 | Makarov Komplex                         | St. | Capital Bra             | 1× Gold      | 100.000  |
| 95   | 2017 | More Life                               | Mi. | Drake                   | 1× Gold      | 100.000  |
| 95   | 2017 | Mele7                                   | St. | Zuna                    | 1× Gold      | 100.000  |
| 95   | 2017 | Damn.                                   | St. | Kendrick Lamar          | 1× Gold      | 100.000  |
| 95   | 2017 | Gute Nacht                              | St. | Kontra K                | 1× Gold      | 100.000  |
| 95   | 2017 | Roswell                                 | St. | Marteria                | 1× Gold      | 100.000  |
| 95   | 2017 | Keine Nacht für Niemand                 | St. | Kraftklub               | 1× Gold      | 100.000  |
| 95   | 2017 | Leben am Limit                          | St. | SXTN                    | 1× Gold      | 100.000  |
| 95   | 2017 | Black Friday                            | St. | Bushido                 | 1× Gold      | 100.000  |
| 95   | 2017 | K¡K¡                                    | St. | Nimo                    | 1× Gold      | 100.000  |
| 95   | 2017 | Lang lebe der Tod                       | St. | Casper                  | 1× Gold      | 100.000  |
| 95   | 2017 | Eros                                    | St. | RIN                     | 1× Gold      | 100.000  |
| 95   | 2017 | tru.                                    | St. | Cro                     | 1× Gold      | 100.000  |
| 95   | 2017 | Blyat                                   | St. | Capital Bra             | 1× Gold      | 100.000  |
| 95   | 2017 | #DIY                                    | St. | Trettmann               | 1× Gold      | 100.000  |
| 95   | 2017 | Royal Bunker                            | St. | Kool Savas und Sido     | 1× Gold      | 100.000  |
| 95   | 2017 | Revival                                 | St. | Eminem                  | 1× Gold      | 100.000  |
| 95   | 2018 | Captain Fantastic                       | St. | Die Fantastischen Vier  | 1× Gold      | 100.000  |
| 95   | 2018 | Beerbongs & Bentleys                    | St. | Post Malone             | 1× Gold      | 100.000  |
| 95   | 2018 | Erde & Knochen                          | St. | Kontra K                | 1× Gold      | 100.000  |
| 95   | 2018 | Goodbye & Good Riddance                 | St. | Juice Wrld              | 1× Gold      | 100.000  |
| 95   | 2018 | Wolke 7                                 | St. | Gzuz                    | 1× Gold      | 100.000  |
| 95   | 2018 | Berlin lebt                             | St. | Capital Bra             | 1× Gold      | 100.000  |
| 95   | 2018 | Scorpion                                | St. | Drake                   | 1× Gold      | 100.000  |
| 95   | 2018 | Astroworld                              | St. | Travis Scott            | 1× Gold      | 100.000  |
| 95   | 2018 | Kamikaze                                | St. | Eminem                  | 1× Gold      | 100.000  |
| 95   | 2018 | Mythos                                  | St. | Bushido                 | 1× Gold      | 100.000  |
| 95   | 2018 | Palmen aus Plastik 2                    | St. | Bonez MC und RAF Camora | 1× Gold      | 100.000  |
| 95   | 2018 | Come Over When You’re Sober, Pt. 2      | St. | Lil Peep                | 1× Gold      | 100.000  |
| 95   | 2018 | L.O.C.O.                                | St. | Luciano                 | 1× Gold      | 100.000  |
| 95   | 2019 | CB6                                     | St. | Capital Bra             | 1× Gold      | 100.000  |
| 95   | 2019 | Bling Bling                             | St. | Juju                    | 1× Gold      | 100.000  |
| 95   | 2019 | Drama                                   | St. | Shindy                  | 1× Gold      | 100.000  |
| 95   | 2019 | Hollywood’s Bleeding                    | St. | Post Malone             | 1× Gold      | 100.000  |
| 95   | 2019 | Ich und keine Maske                     | St. | Sido                    | 1× Gold      | 100.000  |
| 95   | 2019 | Berlin lebt 2                           | St. | Capital Bra und Samra   | 1× Gold      | 100.000  |
| 95   | 2019 | Kiox                                    | St. | Kummer                  | 1× Gold      | 100.000  |
| 95   | 2019 | Zenit                                   | St. | RAF Camora              | 1× Gold      | 100.000  |
| 95   | 2019 | Nimmerland                              | St. | RIN                     | 1× Gold      | 100.000  |
| 95   | 2020 | Music to Be Murdered By                 | St. | Eminem                  | 1× Gold      | 100.000  |
| 95   | 2020 | Shoot for the Stars, Aim for the Moon   | St. | Pop Smoke               | 1× Gold      | 100.000  |
| 95   | 2020 | Legends Never Die                       | St. | Juice Wrld              | 1× Gold      | 100.000  |
| 95   | 2020 | Treppenhaus                             | St. | Apache 207              | 1× Gold      | 100.000  |
| 95   | 2020 | Hollywood                               | St. | Bonez MC                | 1× Gold      | 100.000  |
| 95   | 2020 | Vollmond                                | St. | Kontra K                | 1× Gold      | 100.000  |
| 95   | 2021 | Rap über Hass                           | St. | K.I.Z                   | 1× Gold      | 100.000  |
| 95   | 2021 | Zukunft                                 | St. | RAF Camora              | 1× Gold      | 100.000  |
| 95   | 2021 | Bitches brauchen Rap                    | St. | Shirin David            | 1× Gold      | 100.000  |
| 95   | 2022 | Altbau                                  | St. | 01099                   | 1× Gold      | 100.000  |
| 95   | 2022 | Für den Himmel durch die Hölle          | St. | Kontra K                | 1× Gold      | 100.000  |
| 95   | 2022 | Majestic                                | St. | Luciano                 | 1× Gold      | 100.000  |
| 95   | 2022 | Heroes & Villains                       | St. | Metro Boomin            | 1× Gold      | 100.000  |
| 95   | 2022 | Paul                                    | St. | Sido                    | 1× Gold      | 100.000  |
| 95   | 2023 | Glas                                    | St. | Nina Chuba              | 1× Gold      | 100.000  |
| 95   | 2023 | Love Songs                              | St. | Peter Fox               | 1× Gold      | 100.000  |
| 230  | 2023 | Gartenstadt                             | St. | Apache 207              | 1× Gold      | 75.000   |
| 230  | 2023 | Utopia                                  | St. | Travis Scott            | 1× Gold      | 75.000   |
| 230  | 2023 | Denk mal drüber nach…                   | St. | Ski Aggu                | 1× Gold      | 75.000   |
| 230  | 2023 | Die Hoffnung klaut mir niemand          | St. | Kontra K                | 1× Gold      | 75.000   |
| 230  | 2024 | 2000                                    | St. | Pashanim                | 1× Gold      | 75.000   |

Legende
- Extended Play (EP)
- Kompilation (Ko.)
- Livealbum (Li.)
- Mixtape (Mi.)
- Remixalbum (Re.)
- Studioalbum (St.)

## Statistik
| Anzahl | Künstler                     | Ausgezeichnete Gesamtverkäufe |
| ------ | ---------------------------- | ----------------------------- |
| 14     | Die Fantastischen Vier       | 3.450.000                     |
| 13     | Sido                         | 1.900.000                     |
| 13     | Bushido                      | 1.500.000                     |
| 10     | Eminem                       | 3.600.000                     |
| 8      | Kontra K                     | 975.000                       |
| 5      | Seeed                        | 1.150.000                     |
| 5      | Kollegah                     | 900.000                       |
| 5      | RAF Camora                   | 900.000                       |
| 5      | K.I.Z                        | 600.000                       |
| 5      | Kool Savas / Xavas           | 600.000                       |
| 5      | Shindy                       | 600.000                       |
| 5      | Capital Bra                  | 500.000                       |
| 4      | Cro                          | 1.300.000                     |
| 4      | The Black Eyed Peas          | 900.000                       |
| 4      | Bonez MC                     | 800.000                       |
| 4      | Culcha Candela               | 800.000                       |
| 4      | Farid Bang                   | 500.000                       |
| 3      | Peter Fox                    | 1.800.000                     |
| 3      | Casper                       | 700.000                       |
| 3      | 50 Cent                      | 600.000                       |
| 3      | Deichkind                    | 600.000                       |
| 3      | Kraftklub                    | 700.000                       |
| 3      | Beginner / Absolute Beginner | 550.000                       |
| 3      | Gzuz                         | 500.000                       |
| 3      | Sean Paul                    | 500.000                       |
| 3      | Gorillaz                     | 450.000                       |
| 3      | Marteria                     | 400.000                       |
| 3      | Max Herre                    | 400.000                       |
| 3      | Apache 207                   | 375.000                       |
| 3      | Samy Deluxe                  | 350.000                       |
| 3      | Drake                        | 300.000                       |
| 3      | Kanye West                   | 300.000                       |
| 3      | Kendrick Lamar               | 300.000                       |
| 3      | Post Malone                  | 300.000                       |
| 2      | Tic Tac Toe                  | 2.000.000                     |
| 2      | Jan Delay                    | 600.000                       |
| 2      | Freundeskreis                | 500.000                       |
| 2      | Alligatoah                   | 400.000                       |
| 2      | Sabrina Setlur               | 400.000                       |
| 2      | Jay-Z                        | 300.000                       |
| 2      | Nelly                        | 300.000                       |
| 2      | Pitbull                      | 300.000                       |
| 2      | Timbaland                    | 300.000                       |
| 2      | Aggro Berlin                 | 200.000                       |
| 2      | Genetikk                     | 200.000                       |
| 2      | Juice Wrld                   | 200.000                       |
| 2      | KC Rebell                    | 200.000                       |
| 2      | Luciano                      | 200.000                       |
| 2      | Nimo                         | 200.000                       |
| 2      | RIN                          | 200.000                       |
| 2      | Travis Scott                 | 175.000                       |
| 1      | 54 Künstler                  |                               |

| Anzahl | Art           |
| ------ | ------------- |
| 208    | Studioalben   |
| 13     | Kompilationen |
| 8      | Livealben     |
| 2      | EPs           |
| 2      | Mixtapes      |
| 1      | Remixalben    |